# Beatrice Trueblood
Beatrice Trueblood (Letonia, 1938) es una editora de origen letón pero avecindada en México. Entre sus actividades está la coordinación de la obra editorial de los Juegos Olímpicos de México 1968. Participó en proyectos editoriales asociados al arquitecto Pedro Ramírez Vázquez. Su nombre de nacimiento es Beatrice Aboltins.

## Trayectoria
Conoció a Pedro Ramírez Vázquez cuando se lo presentó Eduardo Terrazas en el montaje del pabellón de México en la Feria Mundial de Nueva York de 1964. Ramírez le invitó a editar el catálogo del nuevo Museo Nacional de Antropología. Luego, junto a Eduardo Terrazas integró el primer equipo de Ramírez Vázquez para la organización del Comité Organizador de los Juegos Olímpicos de México 1968, teniendo como encomienda mostrar una imagen modernizada del país. Dentro de ese esfuerzo fue designada coordinadora de las publicaciones hechas para la justa deportiva, incluyendo las de la Olimpiada Cultural, evento artístico realizado en paralelo a las competencias.
Luego de esta actividad, Trueblood realizó la edición de libros y catálogos de la obra de Ramírez Vázquez y otros relacionados con la cultura y las artes de México.
Ha sido cónsul honoraria de Letonia en México.